# Helicopis androgyne
Helicopis androgyne är en fjärilsart som beskrevs av Le Moult 1939. Helicopis androgyne ingår i släktet Helicopis och familjen Riodinidae. Inga underarter finns listade i Catalogue of Life.